# Houssam Limane
Houssam Limane est un footballeur algérien né le 18 janvier 1990 à Arzew dans la wilaya d'Oran. Il évoluait au poste de gardien de but au MC Oran.

## Palmarès
- Champion d'Algérie en 2018 avec le CS Constantine.
- Vice-champion d'Algérie en 2013 avec l'USM El Harrach.
- Finaliste de la Coupe d'Algérie en 2011 avec l'USM El Harrach.
- Finaliste de la Supercoupe d'Algérie en 2018 avec le CS Constantine.